# Taterillus petteri
Taterillus petteri — вид гризунів, поширених у Буркіна-Фасо, Малі та Нігері. Його природними середовищами існування є сухі савани, субтропічні або тропічні сухі чагарники, орні землі та сільські сади.